# Tatiana Gaviola
Tatiana Gaviola Artigas (n. Xile, 19 de febrer de 1956) és una directora de cinema i televisió xilena.

## Biografia
És filla de l'escriptor Hugo Gaviola. Tatiana Gaviola va realitzar els seus estudis universitaris a l'Escola d'Arts de la Comunicació de la Pontifícia Universitat Catòlica de Xile. Va iniciar la seva carrera filmant documentals, utilitzant com a format el vídeo, que era més accessible i econòmic en aquella època. El seu primer documental va ser Nguillatún, el qual estava centrat en el poble maputxe. Posteriorment va filmar al costat de Joaquín Eyzaguirre el documental Tiempo para un líder, basado en la figura de l'expresident Eduardo Frei Montalva, qui durant aquells anys va ser un opositor a la dictadura militar. D'antuvi el documental va ser prohibit, però la decisió va ser apel·lada i va ser finalment exhibit de forma restringida.
El 1988 va estrenar Ángeles, un migmetratge escrit amb Diamela Eltit i Delfina Guzmán. La història gira entorn d'un grup d'estudiants desapareguts, i va comptar amb l'actuació de Adriana Vaccareza, Amparo Noguera, Francisco Reyes i Claudio Arredondo, entre d'altres. La cinta va guanyar una invitació al Museu d'Art Modern de Nova York. Entre 1993 va presidir l'Associació Xilena de Productors. Posteriorment va dirigir el llargmetratge Mi último hombre, que va ser escrit per Jorge Durán i protagonitzat per Claudia Di Girólamo.
També ha treballat en televisió. Va estar a càrrec de la direcció de les sèries Reporteras urbanas i Cuentos de mujeres.
Va dirigir l'Escola de Cinema de la Universitat Pérez Rosales entre els anys 2003-2006. Entre els anys 2007 i 2011 va ser Directora Audiovisual de la Fundación Imagen de Chile.
L'any 2009 va estrenar la pel·lícula Teresa, que està inspirada en la vida de l'escriptora Teresa Wilms Montt. El rol principal va ser interpretat per Francisca Lewin, qui va compartir pantalla al costat dels actors Diego Casanueva i Juan Pablo Ogalde.
Després va rodar La mirada incendiada, que va estar inspirat pel cas del fotògraf Rodrigo Rojas de Negri, una de les víctimes del denominat «cas Quemados», un atac perpetrat per una patrulla militar en 1986. Encara que Gaviola es va basar en fets reals, l'obra incorpora elements de ficció, en un procés que la directora va definir com "una aproximació afectiva, poètica, pròxima". La pel·lícula és protagonitzada per Juan Carlos Maldonado, Catalina Saavedra, Gonzalo Robles i María Izquierdo.

## Filmografia

### Cinema
- 2021 - La mirada incendiada
- 2009 - Teresa
- 1996 - Mi último hombre
- 1988 - Ángeles
- 1986 - Muerte en Santa María de Iquique
- 1984 - Yo no le tengo miedo a nada
- 1984 - Machalí, 1951. Fragmentos de una historia
- 1983 - Tantas vidas, una historia
- 1982 - Tiempo para un líder
- 1981 - Nguillatún

### Televisió
- 2006 - Reporteras
- 2003 - Los patiperros
- 2003 - Cuentos de mujeres